# Caumasee-Lift

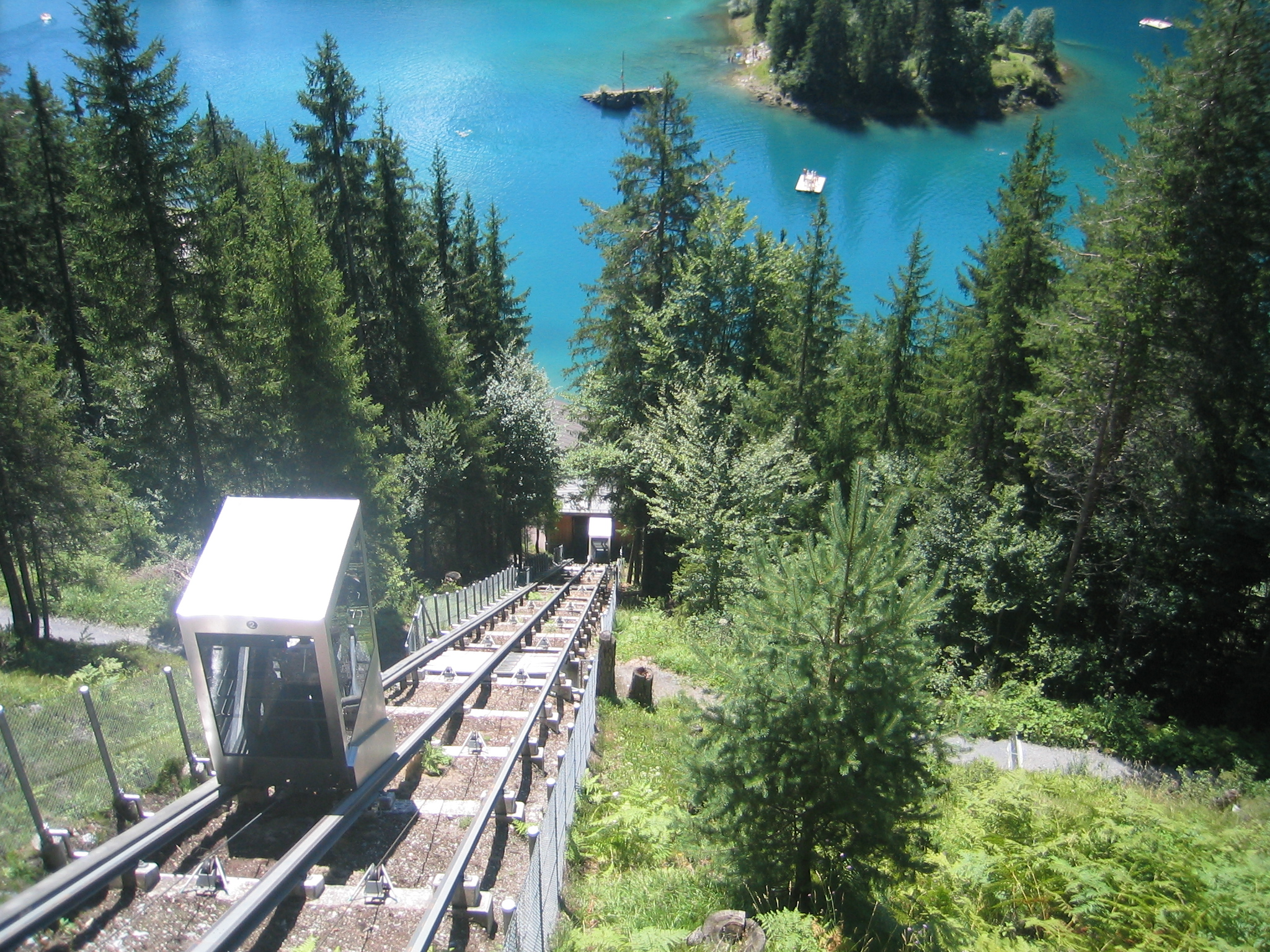
Caumasee-Lift und Caumasee

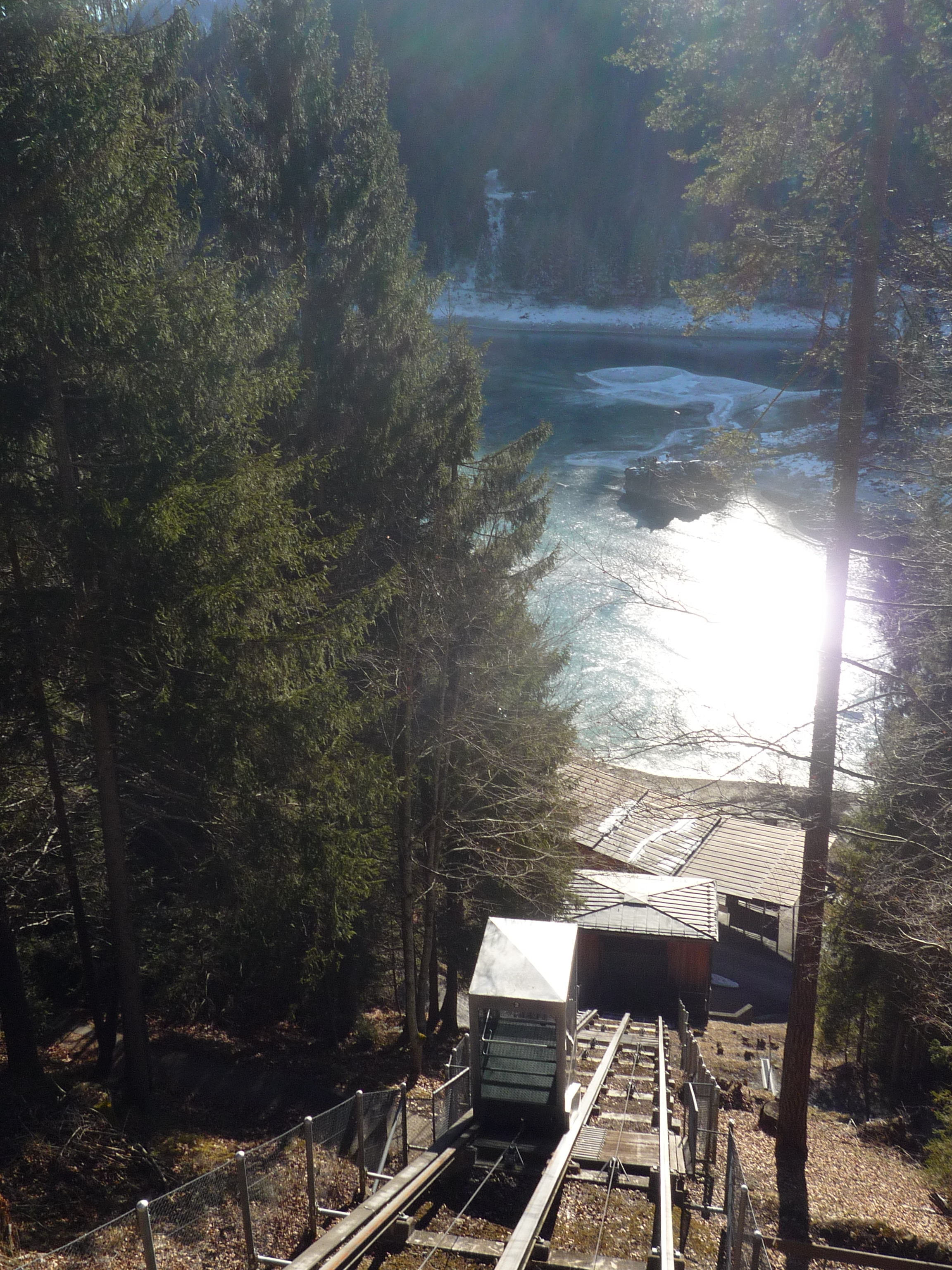
Erstmals war im Dezember 2015 der Lift im Winter in Betrieb. Das seltene Bild des Lifts in Betrieb bei gefrorenem See wird sich nur bei katastrophalem Schneemangel wiederholen, da der Kaltluftsee in der Mulde des Caumasees im Winter für Spaziergänger unattraktiv sein kann.

Der Caumasee-Lift ist ein seit 1990 automatisierter Pendel-Schrägaufzug, der in Flims die Fahrgäste von der Höhe von Flims Waldhaus hinunter zum Caumasee befördert. Die heutigen Kabinen sind die Nachfolger der 1937 gebauten Originale. Die Bahn verkehrt aber immer noch auf den Originalschienen von 1937, die am unteren Ende bis auf die Höhe des Seewegs verlängert wurden (die untere Station der Bahn stand bis 1990 etwas erhöht über dem Eingang zum See). Von der Bergstation gelangt man in ca. 10 Minuten Fussweg zum Zentrum in Flims Waldhaus mit der seit 2010 „Flims-Waldhaus, Caumasee“ genannten Postautohaltestelle. Die Fahrt mit der Bahn ist kostenlos, die westliche Kabine kann mit dem Rollstuhl und Kinderwagen ohne Stufen erreicht werden.
Die Bahn ist generell nur im Sommer während der Betriebszeiten des Restaurants in Betrieb. Bei zweifelhaftem Wetter empfiehlt es sich, beim Restaurant die Öffnungszeit und somit die Betriebszeit des Lifts zu erfragen. Erstmals im Winter war der Lift über die Feiertage 2015 in Betrieb, als im Dezember absoluter Schneemangel herrschte. Das Gleiche wiederholte sich 2016. Über Ostern war der Lift erstmals im Jahr 2018 in Betrieb.

## Geschichte
Schon 1931 wurde eine Standseilbahn als Lösung des Zugangsproblems zum Caumasee diskutiert. Der See wurde seit 1877 vom heutigen Hotel Waldhaus betrieben. Der Hoteldirektor Roman Bezzola der damaligen „Kurhotels und Seebad AG“ legte 1937 ein ausgearbeitetes Projekt vor. Der offerierte Schräglift stammte von der Aufzügefabrik Schlieren. Da die Gesellschaft die 60'000 Franken nicht aufbringen konnte und keine Bank am Ende der Wirtschaftskrise in politisch unsicheren Zeiten touristische Projekte finanzieren wollte, entstand eine Genossenschaft mit Kapital der Familie Bezzola und Freunden. Innert drei Monaten stand die Bahn, von der vom selben Hersteller noch eine Schwesterbahn vorhanden ist, die für den ägyptischen König Faruk gebaut wurde. Die Genossenschaft Caumaseelift erhielt für die Übergabe des Lifts an die Gemeinde im Jahre 1974 die Summe von 220'000 Franken.
1990 wurde die Anlage komplett saniert und die beiden alten Kabinen, die sich an den Boden geduckt hatten, durch hohe Kuben aus Stahl und Glas ersetzt. Während die Bergstation heute nicht viel höher ist als die alte Station, wurde bei der Talstation durch die hohe Einfahrtshöhe der neuen Kabinen ein hoher Kubus notwendig, da auf eine Dachschräge verzichtet wurde.

## Ausbau
Die auch manchmal technisch als Standseilbahn angesprochene Bahn war bis 1990 in der Talstation nur von einem Dach auf einer Rundholz-Konstruktion gedeckt, während in der Bergstation neben den Schiebetüren der Kabinen auch noch eine äussere Schiebetüre vorhanden war, wodurch die Rundholz-Seitenwände komplett geschlossen waren. Auf der Seite des Weges stand ein kleines Kassahäuschen. Die schweren Türen wurden während des Sommers jeweils von Flimser Schulkindern für die Fahrgäste geöffnet. Für diesen Sommerjob erhielten sie in den 1990er-Jahren pro Arbeitstag den Betrag ihres Alters in Franken sowie das Mittagessen. Die heutige Bahn ist vollautomatisch, wird jedoch bei Grossandrang auch bedient und überwacht. Die Bahn ergänzt den breiten Fahrweg mit den zwei Kehren, auf welchem vor dem Bau der Bahn die Kutschen zum See verkehrten, sowie einen schmalen und steileren Fussweg.

## Technik
Die Bahn überwindet 90 Höhenmeter bei einer Steigung von zirka 35°. Die Spurweite beträgt um 1,60 Meter, der Lift benötigt etwa 75 Sekunden für die Fahrt. Nach der Verlängerung der Bahn wurden die beiden äusseren und schmaleren Schienen im Bereich der Verlängerung mit einem zusätzlichen Pfeiler im auf der alten Trasse vorgegebenen Abstand abgestützt, da sie sich ohne diese Abstützung im Betrieb durchbogen. Der Antrieb ist immer noch im alten Maschinenhaus bei der Bergstation von 1937.

## Technische Daten
| - Talstation: beim Caumasee (1003 m ü. M.) - Bergstation: Flims Waldhaus, Via Dil Lag (Caumaseeweg) (1075 m ü. M.) - Länge: 125 Meter - Höhendifferenz: 72 Meter - Steigung: 3:4, ca. 35 Grad - Fahrzeit: 75 Sekunden - Spurweite: ca. 1,6 Meter - Stehplätze je Kabine: 12, der Zugang zur westlichen Kabine ist rollstuhlgängig - Länge der Kabinen: 210 Zentimeter - Hersteller: Aufzugsfabrik Schlieren 1937, Erneuerte Bahn: Niederberger & Söhne, Dallenwil (Heute Inauen Schätti Schwanden) 1990 |